# دکتر جکیل و آقای هاید (فیلم ۱۹۱۲)
دکتر جکیل و آقای هاید (انگلیسی: Dr. Jekyll and Mr. Hyde) فیلمی در ژانر ترسناک است که در سال ۱۹۱۲ منتشر شد. از بازیگران آن می‌توان به جیمز کروز، فلورنس لابادی، مارگریت اسنو و هری بنهام اشاره کرد.